# Лукавац (Крушевац)
Лукавац је насељено место града Крушевца у Расинском округу. Према попису из 2022. било је 270 становника (према попису из 1991. било је 318 становника).

## Демографија
У насељу Лукавац живи 240 пунолетних становника, а просечна старост становништва износи 42,6 година (40,9 код мушкараца и 44,2 код жена). У насељу има 79 домаћинстава, а просечан број чланова по домаћинству је 3,63.
Ово насеље је великим делом насељено Србима (према попису из 2002. године).
|  |

| Демографија | Демографија | Демографија |
| Година      | Становника  | Становника  |
| ----------- | ----------- | ----------- |
| 1948.       | 314         |             |
| 1953.       | 313         |             |
| 1961.       | 301         |             |
| 1971.       | 286         |             |
| 1981.       | 308         |             |
| 1991.       | 318         | 310         |
| 2002.       | 287         | 297         |

| Етнички састав према попису из 2002.‍ | Етнички састав према попису из 2002.‍ | Етнички састав према попису из 2002.‍ | Етнички састав према попису из 2002.‍ | Етнички састав према попису из 2002.‍ |
| ------------------------------------ | ------------------------------------ | ------------------------------------ | ------------------------------------ | ------------------------------------ |
|                                      |                                      |                                      |                                      |                                      |
| Срби                                 | Срби                                 |                                      | 286                                  | 99,65%                               |
| непознато                            | непознато                            |                                      | 0                                    | 0,0%                                 |

| Година пописа     | 1948. | 1953. | 1961. | 1971. | 1981. | 1991. | 2002. |
| ----------------- | ----- | ----- | ----- | ----- | ----- | ----- | ----- |
| Број домаћинстава | 58    | 61    | 70    | 70    | 74    | 78    | 79    |

| Број чланова      | 1 | 2  | 3  | 4  | 5 | 6 | 7 | 8 | 9 | 10 и више | Просек |
| ----------------- | - | -- | -- | -- | - | - | - | - | - | --------- | ------ |
| Број домаћинстава | 8 | 20 | 15 | 13 | 9 | 8 | 4 | 0 | 0 | 2         | 3,63   |

| Пол    | Укупно | Неожењен/Неудата | Ожењен/Удата | Удовац/Удовица | Разведен/Разведена | Непознато |
| ------ | ------ | ---------------- | ------------ | -------------- | ------------------ | --------- |
| Мушки  | 119    | 27               | 83           | 7              | 2                  | 0         |
| Женски | 131    | 18               | 86           | 23             | 4                  | 0         |
| УКУПНО | 250    | 45               | 169          | 30             | 6                  | 0         |

| Пол    | Укупно                    | Пољопривреда, лов и шумарство | Рибарство                            | Вађење руде и камена | Прерађивачка индустрија       |
| ------ | ------------------------- | ----------------------------- | ------------------------------------ | -------------------- | ----------------------------- |
| Мушки  | 48                        | 9                             | 0                                    | 0                    | 22                            |
| Женски | 30                        | 7                             | 0                                    | 0                    | 9                             |
| УКУПНО | 78                        | 16                            | 0                                    | 0                    | 31                            |
| Пол    | Производња и снабдевање   | Грађевинарство                | Трговина                             | Хотели и ресторани   | Саобраћај, складиштење и везе |
| Мушки  | 2                         | 1                             | 7                                    | 3                    | 1                             |
| Женски | 0                         | 0                             | 9                                    | 1                    | 0                             |
| УКУПНО | 2                         | 1                             | 16                                   | 4                    | 1                             |
| Пол    | Финансијско посредовање   | Некретнине                    | Државна управа и одбрана             | Образовање           | Здравствени и социјални рад   |
| Мушки  | 0                         | 1                             | 0                                    | 1                    | 0                             |
| Женски | 0                         | 0                             | 0                                    | 1                    | 2                             |
| УКУПНО | 0                         | 1                             | 0                                    | 2                    | 2                             |
| Пол    | Остале услужне активности | Приватна домаћинства          | Екстериторијалне организације и тела | Непознато            | Непознато                     |
| Мушки  | 1                         | 0                             | 0                                    | 0                    | 0                             |
| Женски | 1                         | 0                             | 0                                    | 0                    | 0                             |
| УКУПНО | 2                         | 0                             | 0                                    | 0                    | 0                             |